# カーネギー・ホール・コンサート (ゲイリー・バートンのアルバム)
『カーネギー・ホール・コンサート』（原題：Gary Burton Quartet in Concert）は、アメリカ合衆国のジャズ・ヴィブラフォン奏者、ゲイリー・バートンが1968年に録音・発表したライブ・アルバム。

## 解説
ラリー・コリエル在籍時としては最後の録音に当たり、同年のうちに後任ギタリストのジェリー・ハーンが加入した。収録曲「ロング・イズ・ライト」はコリエルが提供した新曲で、コンサート当日に至るまでメロディが完成していないまま演奏されたという。
スコット・ヤナウはオールミュージックにおいて5点満点中4点を付け「ロック、カントリー、フォークといった様々な側面を、高度な即興演奏の中で融合してみせた」と評している。また、パット・メセニーは1989年のインタビューにおいて、本作におけるコリエルの演奏を「コリエルの生涯でも最高の瞬間だよ! とんでもなく素晴らしい」と評している。
本作は2004年に日本で世界初CD化され、2012年にはチェリー・レッド・レコード傘下の「FiveFour」からヨーロッパ盤CDが発売された。

## 収録曲
特記なき楽曲はゲイリー・バートン作曲。
1. ブルー・コメディ - "Blue Comedy" (Mike Gibbs) - 9:02
2. ザ・サンセット・ベルズ - "The Sunset Bell" - 5:17
3. ラインズ - "Lines" (Larry Coryell) - 3:06
4. ウォルター・L - "Walter L." - 6:36
5. ロング・イズ・ライト - "Wrong Is Right" (L. Coryell) - 6:14
6. ドリームズ - "Dreams" - 5:49
7. アイ・ウォント・ユー - "I Want You" (Bob Dylan) - 3:06
8. ワン・トゥ・1-2-3-4 - "One, Two, 1-2-3-4" (Gary Burton, L. Coryell) - 10:45

## 参加ミュージシャン
- ゲイリー・バートン - ヴィブラフォン
- ラリー・コリエル - ギター
- スティーヴ・スワロウ - ベース
- ボブ・モーゼス - ドラムス